# Girolamo della Robbia
Girolamo della Robbia (Florencia, 9 de marzo de 1488 – París, 4 de agosto de 1566) fue un escultor y arquitecto italiano que hizo carrera en Francia, hijo de Andrea della Robbia.
Fue el arquitecto del Castillo de Madrid, mandado construir por Francisco I a su regreso del cautiverio en Madrid (1527), más tarde abandonado y demolido.
Como ceramista, se mantuvo fiel a las tradiciones familiares de loza vidriada («terracotta invetriata») en la decoración de fachadas iniciadas junto a su hermano Lucas el Joven.
Una de sus piezas más valoradas es la «efigie funeraria» de Catalina de Médici, conservada en el Museo del Louvre.

## Obras
- San Lorenzo (perdido), y Cristo portacroce (1514). Cartuja de Galluzzo, Florencia
- La bella giardiniera según Rafael, y una Madonna. Biblioteca Nazionale Centrale di Firenze
- San Jacopo, retablo. Gallicano
- Niño en la fuente (1515–1520). Museo Bode, Berlín
- Nacimiento de Cristo y la Anunciación a los pastores. Museo Civico, Jesi
- La adoración del Niño. Museo e Pinacoteca Comunali, Jesi
- Retrato de un hombre (en torno a 1526–1531). J. Paul Getty Museum, Los Ángeles
- Retrato del rey Francisco I de Francia (1529). Metropolitan Museum of Art, Nueva York
- Efigie funeraria de Catalina de Médici y medallón con alegoría (atribuido). Musée National du Louvre, París
- San Galgano (atribuido). San Cristoforo, Siena
- San Miguel (atribuido — tal vez con la asistencia de su taller). Museo Diocesano d'Arte Sacra, Volterra.